# Millane Hora
Millane Fabrícia da Hora Figueiredo Fortes (Arapiraca, 22 de maio de 1985) é uma cantora e compositora brasileira.

## Carreira
Advogada e cantora, Millane começou sua carreira com 13 anos, em 1997, e já participou de diversas bandas, de ritmos diferentes, desde o forró ao axé. Hoje em dia, faz um som autoral, com influências que vão do jazz à MPB. Sua carreira autoral começou com a gravação do seu 1º DVD promocional Despertar Meu Destino, em 2007. Em 2011, gravou seu primeiro CD, intitulado VentVert.
Millane já participou de festivais de música influentes como a Femusesc (2009, 2010 e 2011) e representou Alagoas na Femucic, em Maringá, em 2010. Participou de programas televisivos, como Fama 4, Ídolos 1 e Domingão do Faustão, onde foi escolhida por votação popular para cantar com a baiana Ivete Sangalo, no Carnaval de Salvador 2010. Foi uma das participantes da 3ª temporada do talent show The Voice Brasil, sendo eliminada na fase tira-teima.
Em 2014, Millane Hora apresentou as prévias de carnaval e o Pinto da Madrugada, ao lado de Sikêra Júnior na TV Alagoas, afiliada do SBT em Alagoas.
Em 2016, a cantora anunciou numa homenagem de aniversário que havia separado-se do médico Thiago Fortes, com quem foi casada por 14 anos, casamento que lhe rendeu Cecile, filha do ex-casal de 13 anos. Em 2020, retomaram a relação.
Em 16 de novembro de 2016, Millane Hora foi anunciada como a nova vocalista do Timbalada.

## Discografia
Álbuns de estúdio
- 2011: Vent Vert[2][5][6]

DVDs
- 2007: Despertar meu Destino[1]